# Río Teviot
El río Teviot es un curso de agua de Escocia, en las fronteras escocesas y afluente del río Tweed.

## Geografía
Tiene su origen en los límites del condado de Dumfries y Galloway, y fluye hacia el noreste, regando poblaciones como Teviothead, Hawick y Roxburgh, antes de desembocar en el Tweed cerca de Kelso, tras un recorrido de 60 km. 
Da su nombre a la región de Teviotdale .

## Economía
Históricamente, el río tenía muchos molinos a lo largo de su curso. En 2021 en el molino de Hawick, en Cobel Cauld, se utilizó un tornillo de Arquímedes inverso para generar hidroelectricidad. El plan fue aprobado en 2019 y la planta genera 300 megavatios hora al año, suficiente para abastecer de energía a 100 hogares.  El río también ha sido utilizado por las destilerías de whisky para enfriar motores y tomar agua procesada. 

## Ecología
El río fue designado como sitio de especial interés científico en 2001. La designación se aplica a todo el río y a otros afluentes del río Tweed. El Teviot es conocido por su vida silvestre, que incluye salmones, nutrias, lampreas y nomeolvides. El río es un sitio importante para la reproducción del salmón del Atlántico. 